# Cantó de Lens-Est
El cantó de Lens-Est és un cantó francès del departament del Pas de Calais, situat al districte de Lens. Té un municipi i part del de Lens.

## Municipis
- Lens (Pas de Calais) (part)
- Sallaumines

## Història
| Data d'elecció                           | Identitat         | Partit | Qualitat |
| ---------------------------------------- | ----------------- | ------ | -------- |
| 1945-1951                                | Francis Jiolat    | PCF    |          |
| 1951-1966                                | Ernest Schaffner  | SFIO   |          |
| 1966-1988                                | Jules Tell        | PCF    |          |
| 1988-                                    | Charles Depoorter | PS     |          |
| les dades anteriors no són pas conegudes |                   |        |          |
|                                          |                   |        |          |

## Demografia
| A partir de 1990: Població sense dobles comptes |